# Piaye
Piaye es una localidad de Santa Lucía que forma parte del distrito de Laborie.